# Dovhaleve, Mirhorod
Dovhaleve (în ucraineană Довгалеве) este un sat în comuna Velîkîi Bairak din raionul Mirhorod, regiunea Poltava, Ucraina.